# Мужская сборная Чехии по волейболу
Мужская национальная сборная Чехии по волейболу (чеш. Česká mužská volejbalová reprezentace) — представляет Чехию на международных соревнованиях по волейболу. Управляющей организацией выступает Чешский волейбольный союз (Český volejbalový svaz — ČVS).

## История
После объявления о предстоящем с 1 января 1993 года распаде Чехословакии Чехословацкий волейбольный союз разделился на Чешский волейбольный союз и Словацкую волейбольную федерацию. На проходившем в сентябре 1993 года в Финляндии чемпионате Европы играла объединённая сборная Чехии и Словакии, в составе которой было 7 чешских и 5 словацких волейболистов. Это было фактически последнее выступление сборной уже не существующей Чехословакии, преемником которой стала сборная Чехии.
На международную арену самостоятельная сборная Чехии вышла в ноябре того же года в отборочном турнире чемпионата мира, проходившем в Париже. В своей группе чехи уступили Франции 0:3 и США 2:3, победили Словению 3:0 и, заняв 3-е место, на чемпионат мира не квалифицировались.
В последующие годы сборная Чехии четырежды смогла квалифицироваться на чемпионаты мира, но выше 10-го места на этих турнирах подняться не смогла. В чемпионатах Европы лучшего чего смогли добиться чешские волейболисты — это 4-е места в 1999 и 2001 годах. Все медальные достижения национальной команды связаны только с Евролигой, в которой сборная Чехии дважды побеждала и ещё трижды становилась призёром соревнований. 

## Результаты выступлений

### Олимпийские игры
- 1996 — не участвовала
- 2000 — не квалифицировалась
- 2004 — не участвовала
- 2008 — не квалифицировалась
- 2012 — не квалифицировалась
- 2016 — не участвовала
- 2020 — не квалифицировалась
- 2024 — не квалифицировалась

### Чемпионаты мира
- 1994 — не квалифицировалась
- 1998 — 19—24-е место
- 2002 — 13—16-е место
- 2006 — 13—14-е место
- 2010 — 10-е место
- 2014 — не квалифицировалась
- 2018 — не квалифицировалась
- 2022 — не квалифицировалась
- 2025 —

- 1998: Мартин Грох, Павел Цезницек, Милан Гадрава, Людек Черноушек, Петр Карабец, Милан Бицан, Станислав Похоп, Иржи Новак, Петр Конечны, Петр Галис, Петр Пешл, Пржемысл Кубала. Тренер — Мирослав Некола.
- 2002: Мартин Лебл, Иржи Попелка, Ярослав Шках, Мартин Криштоф, Михал Рак, Пржемысл Кубала, Ондржей Гудечек, Иржи Новак, Иво Дубш, Иржи Церга, Петр Заплетал, Петер Платеник. Тренер — Хулио Веласко.
- 2006: Мартин Лебл, Иржи Попелка, Марек Новотны, Ондржей Гудечек, Михал Рак, Ян Штокр, Иржи Задражил, Петр Заплетал, Пржемысл Обдржалек, Петер Платеник, Давид Конечны, Лукаш Тихачек. Тренер — Зденек Ганик.
- 2010: Иржи Попелка, Петр Конечны, Алеш Голубец, Мартин Криштоф, Ондржей Гудечек, Якуб Веселы, Иржи Бенце, Петр Заплетал, Ян Штокр, Петер Платеник, Давид Конечны, Лукаш Тихачек. Тренер — Ян Свобода.

### Мировая лига
Сборная Чехии приняла участие в 5 розыгрышах Мировой лиги.
- 2003 — 4-е место
- 2014 — 16—18-е место (8—10-е во 2-м дивизионе)
- 2015 — 15—17-е место (7—9-е во 2-м дивизионе)
- 2016 — 18-е место (6-е во 2-м дивизионе)
- 2017 — 20-е место (8-е во 2-м дивизионе)

### Кубок претендентов ФИВБ
- 2018 —  2-е место
- 2022 — 4-е место

- 2018: Милан Моник, Ян Гадрава, Марек Беер, Донован Джаворонок, Павел Бартош, Михал Фингер, Петр Михалек, Петр Шулиста, Даниэл Пфеффер, Адам Бартош, Владимир Соботка, Якуб Яноух, Адам Зайичек, Войтех Паточка. Тренер — Михал Некола.

### Чемпионаты Европы
| - 1995 — 9—10-е место - 1997 — 6-е место - 1999 — 4-е место - 2001 — 4-е место - 2003 — 9—10-е место - 2005 — 9—10-е место - 2007 — не квалифицировалась - 2009 — 13—16-е место | - 2011 — 9—12-е место - 2013 — 13—16-е место - 2015 — 13—16-е место - 2017 — 5—8-е место - 2019 — 9—16-е место - 2021 — 5—8-е место - 2023 — 9—16-е место - 2026 — |

- 1999: Мартин Грох, Людек Черноушек, Петр Карабец, Мартин Лебл, Иржи Новак, Петр Конечны, Петр Пешл, Пржемысл Кубала, Павел Гольчик, Карел Квасничка, Мартин Коп, Иржи Попелка. Тренер — Павел Тржешняк.
- 2001: Людек Черноушек, Мартин Лебл, Петр Заплетал, Иржи Новак, Петр Пешл, Пржемысл Кубала, Якуб Новотны, Марек Новотны, Иво Дубш, Йозеф Смолка, Петр Габада, Милослав Явурек. Тренер — Хулио Веласко.

### Евролига
| - 2004 — 1-е место - 2005 — 7—8-е место - 2006 — не участвовала - 2007 — 10—12-е место - 2008 — не участвовала - 2009 — не участвовала - 2010 — не участвовала - 2011 — не участвовала - 2012 — 5-е место - 2013 — 3-е место | - 2014 — не участвовала - 2015 — не участвовала - 2016 — не участвовала - 2017 — не участвовала - 2018 — 2-е место - 2019 — 8—10-е место - 2021 — 7—9-е место - 2022 — 1-е место - 2023 — не участвовала - 2024 — 3-е место |

- 2004: Камил Баранек, Петр Габада, Ондржей Гудечек, Мартин Лебл, Якуб Новотны, Марек Новотны, Петер Платеник, Михал Рак, Любомир Станек, Ян Штокр, Лукаш Тихачек, Петр Заплетал. Тренер — Павел Ржержабек.
- 2013: Рихард Маулер, Ондржей Боула, Томаш Гиски, Алеш Голубец, Вацлав Копачек, Адам Зайичек, Михал Кришко, Адам Бартош, Томаш Широки, Лукаш Тихачек, Михал Фингер, Давид Юрачка. Тренер — Стюарт Бернард.
- 2018: Милан Моник, Ян Гадрава, Марек Беер, Донован Джаворонок, Павел Бартош, Михал Фингер, Петр Михалек, Петр Шулиста, Даниэл Пфеффер, Адам Бартош, Владимир Соботка, Якуб Яноух, Адам Зайичек, Войтех Паточка. Тренер — Михал Некола.
- 2022: Милан Моник, Даниэл Пфеффер, Адам Зайичек, Петр Шулиста, Мартин Лицек, Ян Галабов, Даниэл Чех, Иржи Срб, Марек Шотола, Любош Бартунек, Петр Шпулак, Оливер Седлачек, Патрик Индра, Йозеф Полак. Тренер — Иржи Новак.
- 2024: Ян Павличек, Якуб Клаймон, Адам Зайичек, Иржи Бенда, Любош Бартунек, Ян Свобода, Лукаш Вашина, Даниэл Чех, Михаэл Коваржик, Петр Шпулак, Шимон Брикнар, Патрик Индра, Йозеф Полак, Матоуш Драгоновски. Тренер — Иржи Новак.

### Кубок весны
Сборная Чехии один раз (в 1995 году) побеждала в традиционном международном турнире Кубок весны (Spring Cup), который ежегодно (с 1962 для мужских и с 1973 для женских сборных команд) проводился по инициативе федераций волейбола 
западноевропейских стран.

## Тренеры
- 1993—1994 — Милан Жак (в 1991—1993 — тренер мужской сборной Чехословакии)
- 1995 — Петр Коп
- 1996—1998 — Мирослав Некола
- 1999 — Павел Трешняк
- 2000 — Мирослав Чада
- 2001—2002 — Хулио Веласко
- 2003—2004 — Павел Ржержабек
- 2005 — Лоран Тийи
- 2006—2008 — Зденек Ганик
- 2009—2011 — Ян Свобода
- 2012—2013 — Стюарт Бернард
- 2014—2015 — Зденек Шмейкал
- 2016—2017 — Мигель Анхель Фаласка
- 2018—2019 — Михал Некола
- с 2019 — Иржи Новак

## Состав
Сборная Чехии в соревнованиях 2024 года (Евролига, квалификация чемпионата Европы).
| №     | Имя, фамилия       | Год рождения | Рост | Амплуа      | Клуб                       |
| ----- | ------------------ | ------------ | ---- | ----------- | -------------------------- |
| 1     | Ян Павличек        | 2000         | 175  | либеро      | «Дукла» Либерец            |
| 2,51  | Якуб Клаймон       | 2003         | 201  | центральный | «Задруга Айх-Доб» Блайбург |
| 2     | Ян Гадрава         | 1991         | 199  | нападающий  | «Индыкпол-АЗС» Ольштын     |
| 5     | Адам Зайичек       | 1993         | 201  | центральный | «Кладно»                   |
| 6     | Милан Моник        | 1988         | 190  | либеро      | «Льви» Прага               |
| 7     | Иржи Бенда         | 2003         | 186  | нападающий  | «Острава»                  |
| 8     | Мартин Шабрт       | 2000         | 197  | центральный | «Дукла» Либерец            |
| 9     | Любош Бартунек     | 1990         | 194  | связующий   | «Орион» Дутинхем           |
| 10    | Ян Свобода         | 2000         | 194  | нападающий  | «Дукла» Либерец            |
| 11    | Лукаш Вашина       | 1999         | 198  | нападающий  | «Асессо-Ресовия» Жешув     |
| 12    | Мартин Лицек       | 1995         | 197  | нападающий  | «Спортинг» Лиссабон        |
| 13    | Давид Коллатор     | 2003         | 197  | нападающий  | «Льви» Прага               |
| 14    | Даниэл Чех         | 1997         | 200  | нападающий  | «Льви» Прага               |
| 19    | Михаэл Коваржик    | 1996         | 190  | либеро      | «Ихострой» Ческе-Будеёвице |
| 20    | Петр Шпулак        | 2002         | 199  | центральный | «Карловарско» Карловы Вары |
| 21    | Шимон Брикнар      | 2003         | 190  | связующий   | «Дукла» Либерец            |
| 23    | Патрик Индра       | 1997         | 201  | нападающий  | «Хемарполь» Ченстохова     |
| 25    | Йозеф Полак        | 1999         | 202  | центральный | «Шомон От-Марн» Шомон      |
| 26,61 | Матоуш Драгоновски | 2001         | 195  | нападающий  | «Тектум-Ахел» Хамонт-Ахел  |

- Главный тренер — Иржи Новак.
- Тренеры —   Радослав Коланек,  Антониос Вурдерис.